# USS Worden (DD-352)
DD 352 Worden (Корабль соединённых штатов Уорден) — американский эсминец типа Farragut.
Заложен на верфи Puget Sound Navy Yard 29 декабря 1932 года. Спущен 27 октября 1934 года, вступил в строй 15 января 1935 года.
12 января 1943 года сел на камни и затонул близ острова Амчитка (Алеутские острова), исключен из состава ВМС США 22 ноября 1944 года.